# Список глав Гамбии
Список глав Гамбии включает лиц, являвшихся главой государства Гамбия после обретения ею независимости в 1965 году, включая правившую королеву и представлявших её генерал-губернаторов (в монархический период), избранных президентов после провозглашения в 1970 году республики, а также руководителей военных администраций.
В настоящее время главой государства и правительства и главнокомандующим Вооружёнными силами страны является избираемый прямым голосованием на пятилетний срок (с правом однократного переизбрания) Президе́нт Респу́блики Га́мбия (англ. President Republic of The Gambia), неофициально — Президе́нт Га́мбии (англ. President of The Gambia). Действующая Конституция была одобрена на состоявшемся 8 августа 1996 года референдуме, в которой посту президента посвящена часть 1 главы VI.
Применённая в первых столбцах таблиц нумерация является условной. Также условным является использование в первых столбцах цветовой заливки, служащей для упрощения восприятия принадлежности лиц к различным политическим силам без необходимости обращения к столбцу, отражающему партийную принадлежность. В столбце «Выборы» отражены состоявшиеся выборные процедуры либо иные основания получения главой государства полномочий. Для удобства список разделён на принятые в историографии периоды истории страны. Приведённые в преамбулах к каждому из разделов описания этих периодов призваны пояснить особенности политической жизни страны.

## Период монархии (1965—1970)
18 февраля 1965 года британские одноимённые колония и протекторат Гамбия (англ. Gambia Colony and Protectorate, — колонией являлись острова в устье и по нижнему течению реки Гамбии с городом Батерст, ныне Банджул, площадью 76 км2, протекторатом с 1884 года — узкая прибрежная полоса площадью 10,3 тыс. км2 вверх по течению на 350 км) были провозглашены доминионом Гамбия (англ. The Gambia).
Правящим монархом нового государства стала Елизавета II, которую представляли назначаемые ею генерал-губернаторы и главнокомандующие Гамбии (англ. Governor-General and Commander-in-Chief of The Gambia), осуществлявшие большую часть полномочий монарха, служа его воле. Назначение генерал-губернатора происходило по рекомендации кабинета министров Гамбии без участия британского правительства. Правовое положение монарха и генерал-губернатора было определено нормами, включёнными в закон о независимости 1964 года и в Конституцию, вошедшую в указ о независимости 1965 года, которые были основаны на Вестминстерском статуте 1931 года.

Национальный флаг (с 1965)

Штандарт генерал-губернатора

На прошедшем 24 ноября 1965 года в Гамбии референдуме сторонники установления республики получили 65,85 % голосов, не достигнув необходимых 2/3 от числа голосовавших; на повторном референдуме 24 апреля 1970 года 70,45 % голосов было одобрено установление в стране президентской республики.
Елизавета II совершила единственный визит в Гамбию ещё до провозглашения независимости страны, с 3 по 5 декабря 1961 года.
| Портрет | Имя (годы жизни)                                                                                           | Полномочия      | Полномочия     | Титул | Династия                           | Пр.          |
| Портрет | Имя (годы жизни)                                                                                           | Начало          | Окончание      | Титул | Династия                           | Пр.          |
| ------- | --- | --------------- | -------------- | --- | ---------------------------------- | ------------ |
|         | Елизавета II (1926—2022) англ. Elizabeth II урожд. Элизабет Александра Мэри англ. Elizabeth Alexandra Mary | 18 февраля 1965 | 24 апреля 1970 | Её Величество Елизавета Вторая, королева Гамбии и других её королевств и территорий, Глава Содружества англ. Her Majesty Elizabeth the Second, Queen of The Gambia and all Her other Realms and Territories, Head of the Commonwealth | Дом Виндзор англ. House of Windsor | [ 6 ] [ 14 ] |

### Список генерал-губернаторов Гамбии
|        | Портрет         | Имя (годы жизни)                                                              | Полномочия      | Полномочия      | Пр.           |
| Начало | Портрет         | Имя (годы жизни)                                                              | Окончание       |                 | Пр.           |
| ------ | --------------- | ----------------------------------------------------------------------------- | --------------- | --------------- | ------------- |
| 1      |                 | Сэр Джон Уорбертон Пол (1916—2004) англ. John Warburton Paul                  | 18 февраля 1965 | 9 февраля 1966  | [ 15 ] [ 16 ] |
| и. о.  |                 | хаджи, Сэр Фариманг Мамади Сингате (1912—1977) англ. Farimang Mamadi Singateh | 9 февраля 1966  | 11 августа 1966 | [ 17 ] [ 18 ] |
| 2      | 11 августа 1966 | хаджи, Сэр Фариманг Мамади Сингате (1912—1977) англ. Farimang Mamadi Singateh | 24 апреля 1970  |                 | [ 17 ] [ 18 ] |

## Первая республика (1970—1994)
В соответствии с результатами прошедшего 24 апреля 1970 года референдума была провозглашена Республика Гамбия (англ. Republic of The Gambia), закон о вступлении в силу республиканской Конституции был опубликован на следующий день. Первым президентом республики был провозглашён действующий премьер-министр Дауда Кайраба Джавара, впоследствии многократно переизбиравшийся.
После подавления попытки марксистского переворота (30 июля — 4 августа 1981 года ) Д. К. Джавара согласился на создание Конфедерации Сенегамбия (англ. Confederation of Senegambia, фр. Confédération de Sénégambie), объединившей Гамбию с её единственным сухопутным соседом Сенегалом, в которой он занял пост вице-президента. Конфедерация была создана 1 февраля 1982 года (подписание договора об этом состоялось 12 декабря 1981 года) с целью содействия расширению сотрудничества между двумя странами. После отказа Гамбии перейти к более интегрированной форме союза договор был аннулирован Сенегалом 30 сентября 1989 года. 22 июля 1994 года президент был отстранён от власти в результате военного переворота, совершённого младшими офицерами армии, недовольными передачей командования приглашённым нигерийским офицерам.
|          | Портрет | Имя (годы жизни) | Полномочия     | Полномочия   | Партия                        | Выборы       | Пр.           |
| Начало   | Портрет | Имя (годы жизни) | Окончание      |              | Партия                        | Выборы       | Пр.           |
| -------- | ------- | --- | -------------- | ------------ | ----------------------------- | ------------ | ------------- |
| 1 (I—VI) |         | Сэр Дауда Кайраба Джавара (1924—2019) англ. Dawda Kairaba Jawara урожд. Дэвид Кайраба Джавара англ. David Kairaba Jawara | 24 апреля 1970 | 22 июля 1994 | Народная прогрессивная партия | [ комм. 11 ] | [ 23 ] [ 24 ] |
| 1 (I—VI) | 1972    | Сэр Дауда Кайраба Джавара (1924—2019) англ. Dawda Kairaba Jawara урожд. Дэвид Кайраба Джавара англ. David Kairaba Jawara | 24 апреля 1970 | 22 июля 1994 | Народная прогрессивная партия |              | [ 23 ] [ 24 ] |
| 1 (I—VI) | 1977    | Сэр Дауда Кайраба Джавара (1924—2019) англ. Dawda Kairaba Jawara урожд. Дэвид Кайраба Джавара англ. David Kairaba Jawara | 24 апреля 1970 | 22 июля 1994 | Народная прогрессивная партия |              | [ 23 ] [ 24 ] |
| 1 (I—VI) | 1982    | Сэр Дауда Кайраба Джавара (1924—2019) англ. Dawda Kairaba Jawara урожд. Дэвид Кайраба Джавара англ. David Kairaba Jawara | 24 апреля 1970 | 22 июля 1994 | Народная прогрессивная партия |              | [ 23 ] [ 24 ] |
| 1 (I—VI) | 1987    | Сэр Дауда Кайраба Джавара (1924—2019) англ. Dawda Kairaba Jawara урожд. Дэвид Кайраба Джавара англ. David Kairaba Jawara | 24 апреля 1970 | 22 июля 1994 | Народная прогрессивная партия |              | [ 23 ] [ 24 ] |
| 1 (I—VI) | 1992    | Сэр Дауда Кайраба Джавара (1924—2019) англ. Dawda Kairaba Jawara урожд. Дэвид Кайраба Джавара англ. David Kairaba Jawara | 24 апреля 1970 | 22 июля 1994 | Народная прогрессивная партия |              | [ 23 ] [ 24 ] |

### Попытка государственного переворота (1981)
В ночь с 29 на 30 июля 1981 года во время пребывания президента Дауды Джавары в Лондоне на свадьбе принца Чарльза и Дианы Спенсер в стране была совершена попытка переворота. К власти пришёл Национальный революционный совет в составе 3 военных и 9 гражданских лиц, принадлежащих к действовавшей ранее в подполье марксистской Гамбийской социалистической революционной партии. Его главой стал 29-летний Кукои Самба Саньянг. Однако уже 31 июля в страну были введены сенегальские войска, к исходу 2 августа ими была занята столица, к вечеру 5 августа восстание было подавлено, организаторы переворота убиты или бежали из страны.
|        | Портрет | Имя (годы жизни)                                          | Полномочия   | Полномочия     | Партия                                           | Должность                                                                                             | Пр.           |
| Начало | Портрет | Имя (годы жизни)                                          | Окончание    |                | Партия                                           | Должность                                                                                             | Пр.           |
| ------ | ------- | --------------------------------------------------------- | ------------ | -------------- | ------------------------------------------------ | --- | ------------- |
| —      |         | Кукои Самба Саньянг (1952—2013) англ. Kukoi Samba Sanyang | 30 июля 1981 | 5 августа 1981 | Гамбийская социалистическая революционная партия | председатель Национального революционного совета англ. Chairman of the National Revolutionary Council | [ 27 ] [ 28 ] |

## Военное правление (1994—1996)
22 июля 1994 года лейтенант военной полиции Яйя Джамме возглавил бескровный государственный переворот, свергнувший президента Дауда Кайраба Джавару и его правительство; все политические партии и парламент были распущены, сформированные Временный правящий совет вооружённых сил (ВПСВС) избрал Джамме председателем и 26 июля объявил его главой государства.

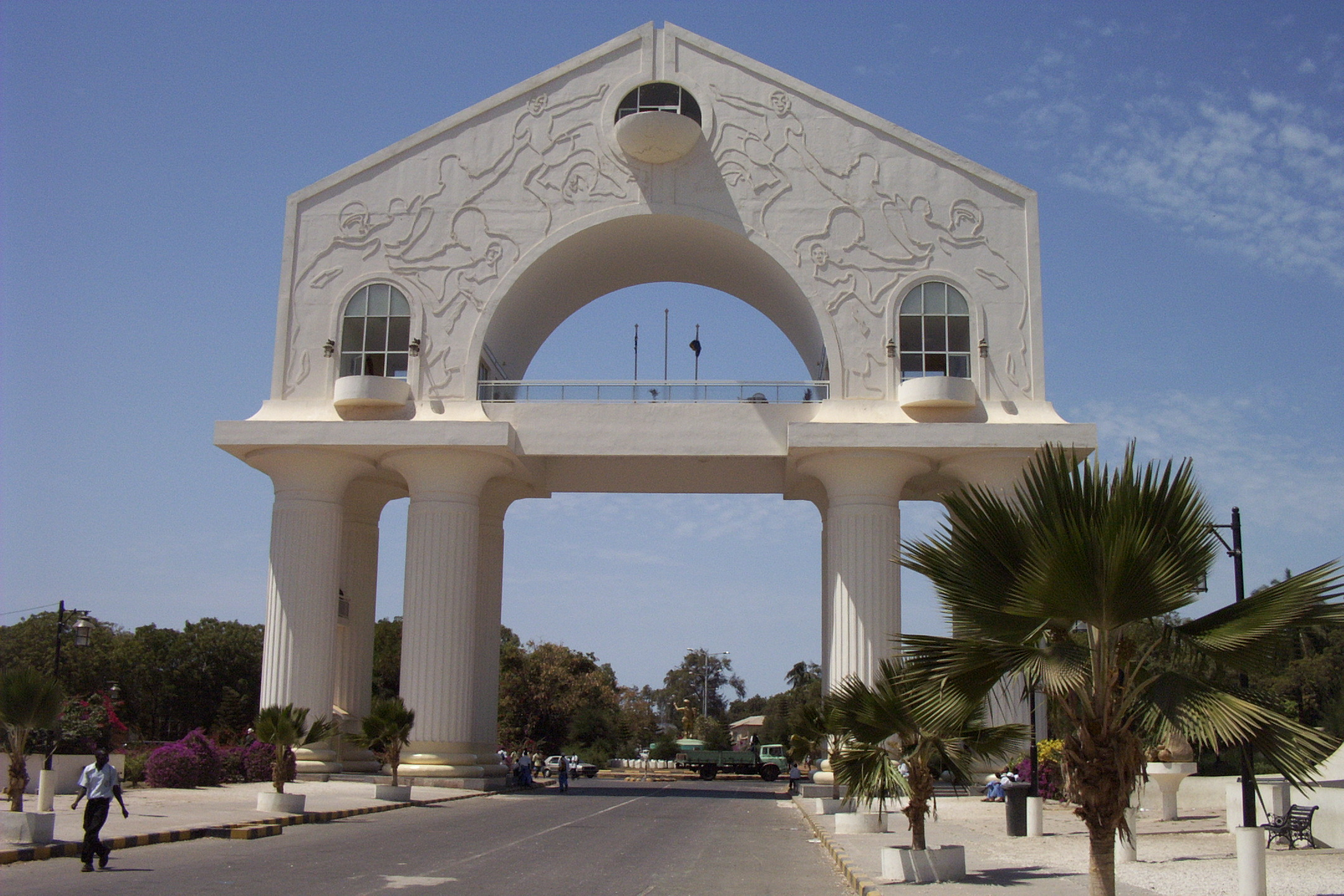
Арка 22 в Банжуле
в память о 22 июля 1994 г.

В сентябре 1994 года в разработанной ВПСВС «Программе перехода к демократическому конституционному правлению» было закреплено, что Совет будет осуществлять управление страной до 1998 года, что было встречено критически и внутри страны и за границей из-за длительного переходного периода, — Джамме принял это во внимание и сократил его до двух лет.
В преддверии назначенных на 26 сентября 1996 года президентских выборов Джамме инициировал 26 августа 1996 года создание для поддержки своей кандидатуры Альянса за патриотическую переориентацию и созидание.
|          | Портрет      | Имя (годы жизни) | Полномочия      | Полномочия | Должность | Пр.           |
| Начало   | Портрет      | Имя (годы жизни) | Окончание       | | Должность | Пр.           |
| -------- | ------------ | --- | --------------- | --- | --- | ------------- |
| 2 (I—II) |              | лейтенант Яйя Абдул-Азиз Джамус Джункунг Джамме (1965—) англ. Yahya Abdul-Azziz Jemus Junkung Jammeh урожд. Яйя Альфонс Джамус Джебулай Джамме англ. Yahya Alphonse Jamus Jebulai Jammeh | 22 июля 1994    | 26 июля 1994 | Председатель Временного правящего совета Вооружённых сил англ. Chairman of the Armed Forces Provisional Ruling Council | [ 31 ] [ 32 ] |
| 2 (I—II) | 26 июля 1994 | лейтенант Яйя Абдул-Азиз Джамус Джункунг Джамме (1965—) англ. Yahya Abdul-Azziz Jemus Junkung Jammeh урожд. Яйя Альфонс Джамус Джебулай Джамме англ. Yahya Alphonse Jamus Jebulai Jammeh | 18 октября 1996 | Глава государства и Председатель Временного правящего совета Вооружённых сил англ. Head of State and Chairman of the Armed Forces Provisional Ruling Council | | [ 31 ] [ 32 ] |

## Вторая республика (с 1996)
Конституция Второй республики была одобрена на состоявшемся 8 августа 1996 года референдуме. На прошедших 26 сентября 1996 года президентских выборах опиравшийся на Альянс за патриотическую переориентацию и созидание Яйя Джамме одержал победу, в последующем он ещё трижды переизбирался главой государства. В 2013 году Джамме объявил о выходе страны из Содружества наций и принятии в качестве официального арабского языка (однако решение о прекращении использования английского языка и перевода документооборота на арабский не было реализовано). 12 декабря 2015 года Джамме публично заявил о провозглашении страны исламской республикой. Изменение названия на Исламскую Республику Гамбия (англ. Islamic Republic of The Gambia, араб. جمهورية غامبيا الإسلامية‎) никогда не было официально оформлено, но было в ограниченном употреблении, пока решение не было отменено 21 января 2017 года новым президентом Адамой Бэрроу.
На выборах 2016 года победу одержал представитель оппозиции Адама Бэрроу. Джамме отказался признать результаты выборов и покидать пост, объявив чрезвычайное положение. Барроу выехал в Сенегал, где 19 января 2017 года был приведён к присяге в качестве нового президента в посольстве Гамбии в Дакаре. В тот же день ЭКОВАС начало военную интервенцию в Гамбию (англ. ECOWAS Mission in The Gambia, ECOMIG) с целью насильственного отстранения Джамме от власти (операция «Восстановление демократии»); этот шаг был санкционирован Советом Безопасности Организации Объединенных Наций резолюцией 2337.
21 января 2017 года Джамме объявил о сложении полномочий президента, покинул страну и отправился в изгнание в Экваториальную Гвинею. 26 января Барроу вернулся в Гамбию и официально вступил в должность.
|                | Портрет                      | Имя (годы жизни) | Полномочия      | Полномочия     | Партия                                              | Выборы | Пр.           |
| Начало         | Портрет                      | Имя (годы жизни) | Окончание       |                | Партия                                              | Выборы | Пр.           |
| -------------- | ---------------------------- | --- | --------------- | -------------- | --------------------------------------------------- | ------ | ------------- |
| 2 (III—VI)     |                              | Яйя Абдул-Азиз Джамус Джункунг Джамме (1965—) англ. Yahya Abdul-Azziz Jemus Junkung Jammeh урожд. Яйя Альфонс Джамус Джебулай Джамме англ. Yahya Alphonse Jamus Jebulai Jammeh | 18 октября 1996 | 21 января 2017 | Альянс за патриотическую переориентацию и созидание | 1996   | [ 31 ] [ 32 ] |
| 2 (III—VI)     | 2001                         | Яйя Абдул-Азиз Джамус Джункунг Джамме (1965—) англ. Yahya Abdul-Azziz Jemus Junkung Jammeh урожд. Яйя Альфонс Джамус Джебулай Джамме англ. Yahya Alphonse Jamus Jebulai Jammeh | 18 октября 1996 | 21 января 2017 | Альянс за патриотическую переориентацию и созидание |        | [ 31 ] [ 32 ] |
| 2 (III—VI)     | 2006                         | Яйя Абдул-Азиз Джамус Джункунг Джамме (1965—) англ. Yahya Abdul-Azziz Jemus Junkung Jammeh урожд. Яйя Альфонс Джамус Джебулай Джамме англ. Yahya Alphonse Jamus Jebulai Jammeh | 18 октября 1996 | 21 января 2017 | Альянс за патриотическую переориентацию и созидание |        | [ 31 ] [ 32 ] |
| 2 (III—VI)     | 2011                         | Яйя Абдул-Азиз Джамус Джункунг Джамме (1965—) англ. Yahya Abdul-Azziz Jemus Junkung Jammeh урожд. Яйя Альфонс Джамус Джебулай Джамме англ. Yahya Alphonse Jamus Jebulai Jammeh | 18 октября 1996 | 21 января 2017 | Альянс за патриотическую переориентацию и созидание |        | [ 31 ] [ 32 ] |
| 3 (I—II)       |                              | Адама Бэрроу (1965—) англ. Adama Barrow | 21 января 2017  | 19 января 2022 | независимый                                         | 2016   | [ 37 ] [ 38 ] |
|                | Национальная народная партия | Адама Бэрроу (1965—) англ. Adama Barrow | 21 января 2017  | 19 января 2022 |                                                     | 2016   | [ 37 ] [ 38 ] |
| 19 января 2022 | действующий                  | Адама Бэрроу (1965—) англ. Adama Barrow | 2021            |                |                                                     |        | [ 37 ] [ 38 ] |